# Mejîricika, Dzerjînsk
Mejîricika (în ucraineană Межирічка) este un sat în comuna Hodîha din raionul Dzerjînsk, regiunea Jîtomîr, Ucraina.

## Demografie
Componența lingvistică a localității Mejîricika
     Ucraineană (99,51%)
     Alte limbi (0,49%)
Conform recensământului din 2001, majoritatea populației localității Mejîricika era vorbitoare de ucraineană (99,51%), existând în minoritate și vorbitori de alte limbi.